# Irving Falu
Irving Falu (né le 6 juin 1983 à Hato Rey, Porto Rico) est un joueur de champ intérieur des Ligues majeures de baseball.

## Carrière
Irving Falu est drafté à deux reprises : au 32e tour de sélection par les Padres de San Diego en 2001, puis au 21e tour par les Royals de Kansas City en 2003. Il est mis sous contrat par ces derniers et joue 9 saisons complètes dans les ligues mineures avant d'obtenir une première chance dans le baseball majeur au début 2012, à sa 10e année dans les mineures et sa quatrième pour les Royals d'Omaha dans la Ligue de la côte du Pacifique.
Falu joue son premier match pour les Royals de Kansas City le 6 mai 2012. Jouant à l'arrêt-court, il réussit comme premier coup sûr en carrière un triple contre le lanceur des Yankees de New York, Phil Hughes, à son premier passage au bâton. Il réussit un second coup sûr et marque un point dans cette première partie. Falu frappe deux coups sûrs à ses trois premiers matchs et dans cinq de ses sept premiers dans les majeures.
Il rejoint les Brewers de Milwaukee le 4 décembre 2013. Après 11 matchs joués en 2014 pour les Brewers, il est réclamé au ballottage par les Padres de San Diego le 26 juin. Après 11 matchs joués pour ces derniers, il retourne avec le club de Milwaukee le 17 juillet suivant, étant réclamé une fois de plus après avoir été mis au ballottage.
Il est invité à l'entraînement de printemps des Reds de Cincinnati en 2015.

## Vie personnelle
Irving Falu est le cousin de Luis Alicea, un instructeur ayant joué dans les Ligues majeures de 1988 à 2002, notamment pour les Royals de Kansas City pendant deux saisons.